# سبرينغ كريك (أوزارك)
سبرينغ كريك هي بلدة غير نشطة في مقاطعة أوزارك في ولاية ميزوري.
تأسست سبرينغ كريك في عام 1868، وسُمّيت باسم النهر الذي يحمل نفس الاسم داخل حدودها.